# Washington Open 1999 - Qualificazioni singolare
Le qualificazioni del singolare al Washington Open 1999 sono state un torneo di tennis preliminare per accedere alla fase finale della manifestazione. I vincitori dell'ultimo turno sono entrati di diritto nel tabellone principale. In caso di ritiro di uno o più giocatori aventi diritto a questi sono subentrati i lucky loser, ossia i giocatori che hanno perso nell'ultimo turno ma che avevano una classifica più alta rispetto agli altri partecipanti che avevano comunque perso nel turno finale.
Le qualificazioni del torneo Washington Open 1999 prevedevano 28 partecipanti di cui 7 sono entrati nel tabellone principale.

## Teste di serie
1. Mikael Tillström (Qualificato)
2. Kevin Ullyett (Qualificato)
3. Marcos Ondruska (primo turno)
4. Neville Godwin (ultimo turno)
5. Michael Hill (ultimo turno)
6. Nenad Zimonjić (Qualificato)
7. Ivo Heuberger (primo turno)

1. Bobby Kokavec (primo turno)
2. Michael Joyce (ultimo turno)
3. Björn Phau (primo turno)
4. Mashiska Washington (primo turno)
5. Irakli Labadze (primo turno)
6. Mark Draper (ultimo turno)
7. Frédéric Niemeyer (ultimo turno)

## Qualificati
1. Mikael Tillström
2. Kevin Ullyett
3. Irakli Labadze
4. Björn Phau

1. Mashiska Washington
2. Nenad Zimonjić
3. Ben Ellwood

## Tabellone

### Legenda
| - Q = Qualificato - WC = Wild card - LL = Lucky loser | - ALT = Alternate - SE = Special Exempt - PR = Protected Ranking | - w/o = Walkover - r = Ritirato - d = Squalificato |

### Sezione 1
|  | Primo turno | Primo turno       | Primo turno       | Primo turno | Primo turno |  |  | Ultimo turno | Ultimo turno     | Ultimo turno | Ultimo turno | Ultimo turno |  |
|  |             |                   |                   |             |             |  |  |              |                  |              |              |              |  |
|  | 1           | Mikael Tillström  | Mikael Tillström  | 6           | 6           |  |  |              |                  |              |              |              |  |
|  |             | Thomas Blake      | Thomas Blake      | 2           | 2           |  |  | 1            | Mikael Tillström | 5            | 6            | 6            |  |
|  | 13          | Mark Draper       | Mark Draper       | 6           | 6           |  |  | 13           | Mark Draper      | 7            | 3            | 1            |  |
|  |             | Wesley Whitehouse | Wesley Whitehouse | 4           | 3           |  |  |              |                  |              |              |              |  |

### Sezione 2
|  | Primo turno | Primo turno       | Primo turno     | Primo turno | Primo turno |  |  | Ultimo turno | Ultimo turno      | Ultimo turno      | Ultimo turno | Ultimo turno |  |
|  |             |                   |                 |             |             |  |  |              |                   |                   |              |              |  |
|  | 2           | Kevin Ullyett     | Kevin Ullyett   | 6           | 6           |  |  |              |                   |                   |              |              |  |
|  |             | Scott Humphries   | Scott Humphries | 4           | 3           |  |  | 2            | Kevin Ullyett     | Kevin Ullyett     | 6            | 6            |  |
|  | 14          | Frédéric Niemeyer | 3               | 7           | 6           |  |  | 14           | Frédéric Niemeyer | Frédéric Niemeyer | 3            | 4            |  |
|  |             | Simon Larose      | 6               | 6           | 1           |  |  |              |                   |                   |              |              |  |

### Sezione 3
|  | Primo turno | Primo turno     | Primo turno     | Primo turno | Primo turno |  |  | Ultimo turno   | Ultimo turno   | Ultimo turno   | Ultimo turno | Ultimo turno |  |
|  |             |                 |                 |             |             |  |  |                |                |                |              |              |  |
|  |             | Solon Peppas    | Solon Peppas    | 6           | 6           |  |  |                |                |                |              |              |  |
|  | 3           | Marcos Ondruska | Marcos Ondruska | 4           | 2           |  |  | Solon Peppas   | Solon Peppas   | Solon Peppas   | 2            | 1            |  |
|  |             | Irakli Labadze  | Irakli Labadze  | 6           | 6           |  |  | Irakli Labadze | Irakli Labadze | Irakli Labadze | 6            | 6            |  |
|  | 12          | Michael Russell | Michael Russell | 1           | 4           |  |  |                |                |                |              |              |  |

### Sezione 4
|  | Primo turno | Primo turno     | Primo turno     | Primo turno | Primo turno |  |  | Ultimo turno | Ultimo turno   | Ultimo turno   | Ultimo turno | Ultimo turno |  |
|  |             |                 |                 |             |             |  |  |              |                |                |              |              |  |
|  | 4           | Neville Godwin  | Neville Godwin  | 6           | 6           |  |  |              |                |                |              |              |  |
|  |             | H'Cone Thompson | H'Cone Thompson | 1           | 0           |  |  | 4            | Neville Godwin | Neville Godwin | 2            | 4            |  |
|  |             | Björn Phau      | 6               | 3           | 7           |  |  |              | Björn Phau     | Björn Phau     | 6            | 6            |  |
|  | 10          | Brian MacPhie   | 2               | 6           | 6           |  |  |              |                |                |              |              |  |

### Sezione 5
|  | Primo turno | Primo turno         | Primo turno | Primo turno | Primo turno |  |  | Ultimo turno | Ultimo turno        | Ultimo turno        | Ultimo turno | Ultimo turno |  |
|  |             |                     |             |             |             |  |  |              |                     |                     |              |              |  |
|  | 5           | Michael Hill        | 6           | 4           | 7           |  |  |              |                     |                     |              |              |  |
|  |             | Uros Vico           | 4           | 6           | 6           |  |  | 5            | Michael Hill        | Michael Hill        | 4            | 2            |  |
|  |             | Mashiska Washington | 5           | 6           | 6           |  |  |              | Mashiska Washington | Mashiska Washington | 6            | 6            |  |
|  | 11          | Barry Cowan         | 7           | 3           | 3           |  |  |              |                     |                     |              |              |  |

### Sezione 6
|  | Primo turno | Primo turno    | Primo turno    | Primo turno | Primo turno |  |  | Ultimo turno | Ultimo turno   | Ultimo turno | Ultimo turno | Ultimo turno |  |
|  |             |                |                |             |             |  |  |              |                |              |              |              |  |
|  | 6           | Nenad Zimonjić | Nenad Zimonjić | 6           | 6           |  |  |              |                |              |              |              |  |
|  |             | Steve Campbell | Steve Campbell | 3           | 4           |  |  | 6            | Nenad Zimonjić | 6            | 7            | 7            |  |
|  |             | Bobby Kokavec  | Bobby Kokavec  | 6           | 7           |  |  |              | Bobby Kokavec  | 7            | 6            | 6            |  |
|  | 8           | David Caldwell | David Caldwell | 4           | 5           |  |  |              |                |              |              |              |  |

### Sezione 7
|  | Primo turno | Primo turno    | Primo turno    | Primo turno | Primo turno |  |  | Ultimo turno | Ultimo turno  | Ultimo turno  | Ultimo turno | Ultimo turno |  |
|  |             |                |                |             |             |  |  |              |               |               |              |              |  |
|  |             | Ben Ellwood    | 6              | 3           | 7           |  |  |              |               |               |              |              |  |
|  | 7           | Ivo Heuberger  | 3              | 6           | 6           |  |  |              | Ben Ellwood   | Ben Ellwood   | 6            | 6            |  |
|  | 9           | Michael Joyce  | Michael Joyce  | 6           | 6           |  |  | 9            | Michael Joyce | Michael Joyce | 3            | 4            |  |
|  |             | Torrey Gambill | Torrey Gambill | 3           | 1           |  |  |              |               |               |              |              |  |